# Левандовский, Ежи
Ежи Левандовский (пол. Jerzy Lewandowski, 15 сентября 1959, Варшава — 8 октября 2024) — польский физик-теоретик, наиболее известный своими обширными исследованиями в области общей теории относительности и квантовой гравитации. 
Левандовский был профессором физики в Варшавском университете. Он получил докторскую степень в Варшаве под руководством Анджея Траутмана. В 1990-х годах он тесно сотрудничал с Абэем Аштекаром в Университете штата Пенсильвания над математическим обоснованием петлевой квантовой гравитации. Также он работал в Институте Эрвина Шрёдингера в Вене и в Институте гравитационной физики Макса Планка в Гольме близ Потсдама.
Он занимался космологическими моделями и энтропией чёрных дыр в петлевой квантовой гравитации. В 2010 году он и его коллеги исследовали скалярное поле вместе с гравитационным полем как часть петлевой квантовой гравитации и смогли показать происхождение времени как отношение скаляра к гравитационному полю, а также квантование гравитационного поля.
Левандовский умер 8 октября 2024 года, в возрасте 65 лет.